# Barbus humilis
Barbus humilis là một loài cá vây tia trong chi Barbus. Chúng là loài đặc hữuc của Ethiopia.